# Ricardo Burillo
Ricardo Burillo Stholle (Córdoba, 27 de marzo de 1891-Madrid, 21 de julio de 1939) fue un policía y militar español que tuvo un papel relevante durante la Guerra civil, desempeñando importantes puestos de carácter policial y militar. Como jefe superior de policía en Barcelona fue responsable de la represión y desmantelamiento del POUM, en 1937. A lo largo de la contienda llegó a ser comandante de varias unidades militares, como la 9.ª División, el III Cuerpo de Ejército o el Ejército de Extremadura.
En la historiografía franquista ha sido señalado como uno de los altos mandos republicanos con responsabilidad en el asesinato del político derechista José Calvo Sotelo, acusación que Burillo siempre rechazó.

## Biografía
Nació en Córdoba en 1891, en el seno de una familia aristócratica y conservadora. Ricardo Burillo es descrito por el historiador Hugh Thomas como un «aristócrata izquierdista, puritano, anticlerical y romántico».

### Segunda República
Ingresó en el ejército, donde alcanzó el grado de comandante de infantería. Llegó a participar en la guerra del Rif. Ya instaurada la Segunda República entró a formar parte del Cuerpo de Seguridad y Asalto. En julio de 1936 era comandante del 2.º Grupo de Asalto con base en el cuartel de Pontejos, anexo al edificio del Ministerio de Gobernación —en plena Puerta del Sol de Madrid—. Perteneció a la masonería y durante el periodo de la Segunda República fue un miembro activo de la Unión Militar Republicana Antifascista (UMRA).
El 12 de julio se encuentra de servicio en el cuartel de Pontejos cuando le sorprendió el asesinato del teniente José del Castillo, oficial de la Guardia de Asalto que había sido asesinado por unos pistoleros de extrema derecha. Castillo está destinado en el Grupo de Asalto que dirige Burillo y algunos compañeros de Castillo clamaban venganza en su funeral, que acabará dando lugar al asesinato del diputado derechista José Calvo Sotelo. El hecho de ser el superior del teniente Castillo y pertenecer ambos al mismo grupo de Asalto le dejará tocado por las sospechas sobre su participación o conocimiento del asesinato del diputado del «Bloque Nacional». A partir de entonces, para algunos sectores pasará a ser uno de los altos mandos del estado republicano responsables de la muerte Calvo Sotelo, si bien él siempre negó relación con el hecho. Sin embargo, para historiadores como el hispanista irlandés Ian Gibson tal acusación carece de base y es totalmente infundada.

### Guerra civil
Iniciada la Guerra civil, se mantuvo fiel al gobierno republicano y a la cabeza de su grupo de Asalto participa en el asalto al Cuartel de la Montaña, que se había declarado en rebeldía. Una vez controlada la sublevación en Madrid, él y sus hombres forman la llamada «Columna Burillo» junto a numerosos milicianos y se dirigen a la sierra madrileña, donde lograrían conquistar el Puerto de Navacerrada. Por su participación en estas acciones sería ascendido a teniente coronel.
Más tarde, se dirigirá al sur, donde participa en las últimas operaciones del Asedio del Alcázar, que hasta entonces habían resultado todas fallidas. Una vez caída Toledo en manos sublevadas, Burillo estuvo presente en distintas acciones del Frente del Centro, intentando poner orden entre los milicianos de su columna que se encontraban muy desmoralizados. Más tarde participará junto a su columna en la defensa de Madrid. A finales de 1936 abandonó la dirección su columna —que posteriormente sería militarizada y reconvertida en la 45.ª Brigada Mixta—; pasó a dirigir la 9.ª División, de reciente creación. Con esta unidad estará presente en algunos sectores del Frente de Madrid, hasta febrero de 1937, cuando se produce el inicio de una ofensiva franquista al sur de Madrid. Para detenerla, los republicanos organizaron dos agrupaciones de defensa: una de ellas estuvo bajo el mando de Burillo y dependía del Ejército del Centro al mando del general Sebastián Pozas.
Ya por estas fechas empezó a mostrar abierta simpatía hacia los comunistas; tiempo después le confesó al presidente de la República, Manuel Azaña, que él era fiel al Ejército, al Partido Comunista y a la logia masónica. Tras los llamados «Sucesos de Mayo» asumió el cargo de Jefe superior de policía en Barcelona, cargo desde el que llevó a cabo la represión contra el POUM, un partido de orientación trotskista que había participado en los disturbios de Barcelona junto a los anarquistas de la CNT-FAI. Así, bajo las órdenes de Burillo, el 16 de junio se clausuró la sede del POUM en el Hotel Falcón y fueron detenidos los miembros del partido, entre ellos su máximo dirigente —Andrés Nin— bajo la acusación de espionaje franquista. Meses después cesó en este puesto, volviendo a desempeñar puestos militares.
Durante 1937 llegó dirigir los cuerpos de ejército III y XXII. El 24 de noviembre de 1937 asumió el mando del recién creado Ejército de Extremadura. Al frente de esta unidad estará durante largo tiempo, en un frente que apenas si se distingue por acciones militares de relevancia. No obstante, en el verano de 1938 el Ejército del Sur al mando del general Queipo de Llano reactivó el frente de Extremadura con varias ofensivas que provocan el derrumbe consecutivo de las líneas republicanas. Las tropas franquistas lograrán conquistar amplios territorios y hacer una importante cantidad de prisioneros, además dejar a la vista la ineficacia del Ejército de Extremadura. Señalado por no haber estado a la altura de las circunstancias, los desastres militares en Extremadura provocaron su destitución fulminante el 25 de julio.
Tras esta destitución habría sido expulsado del PCE. En este sentido, tal y como apunta el historiador Hugh Thomas, tanto Burillo como otros militares republicanos se habían hecho militantes comunistas solo por razones «coyunturales». Tiempo después volvería a desempeñar cargos de responsabilidad. En los últimos meses de la contienda era jefe de la policía en Madrid. Cuando en marzo de 1939 se produjo Golpe de Casado rápidamente se unió a la sublevación, siendo nombrado por el general Miaja responsable de las fuerzas de orden público en la zona de Levante. Desde este puesto logró retener Valencia y Alicante para el Consejo Nacional de Defensa. Llegó a ser miembro de la llamada «Junta de Evacuación» que se constituyó en Alicante para negociar la salida de los refugiados.

### Posguerra y fusilamiento
Fue hecho prisionero por el nuevo régimen de Franco tras el final de la guerra. Al parecer habría sido detenido en el puerto de Alicante, donde se encontraba junto a cientos de refugiados republicanos que intentaban escapar de las fuerzas franquistas, terminando recluido en el campo de concentración de Albatera. Encausado por los tribunales franquistas, se le acusó, entre otros delitos, de ser uno de los responsables directos del asesinato de Calvo Sotelo, algo que negaría desde el primer momento hasta el día de su muerte. Juzgado por un consejo de guerra sumarísimo, fue condenado a tres penas de muerte. Sería finalmente fusilado; en su sepultura, que se encuentra en el cementerio de la Almudena de Madrid, figura como fecha de defunción el 21 de julio de 1939.
Ian Gibson considera que el cargo de ser uno de los responsables directos del asesinato de Calvo Sotelo es «absolutamente infundado». Gibson le da gran valor a la confesión que le hizo dos días antes de ser fusilado a su compañero de cárcel Rafael Sánchez Guerra, rogándole que algún día la diera a conocer públicamente:

Serían aproximadamente las dos [sic] de la madrugada [del lunes 13 de julio de 1936], cuando me pusieron en comunicación telefónica con la esposa de Calvo Sotelo, que había solicitado hablar con el director general [de Seguridad] o con el jefe más caracterizado de la Dirección [General de Seguridad] que a esas horas estuviese de servicio. La señora del ilustre hombre público quería saber si existía alguna orden de detención contra su esposo, manifestándome, con la natural alarma e inquietud, que este acababa de salir de su domicilio ante el requerimiento que le hicieran para ello un teniente de Asalto, un oficial de la Guardia Civil, vestido de paisano, y varios guardias. La cosa desde el primer momento me pareció muy extraña y sospechosa y mandé que me trajeran la relación de detenidos, entre cuyos nombres, como es lógico, no figuraba el del señor Calvo Sotelo. Así se lo manifesté a su esposa, procurando tranquilizarla, diciéndole que posiblemente su marido habría sido llevado a alguna de las comisarías de vigilancia, y que en el acto se realizarían las oportunas averiguaciones.
Inmediatamente empezamos a llamar a todas las comisarías y, como en ninguna nos dieran una contestación tranquilizadora, me decidí a despertar al director general de Seguridad, informándole de lo sucedido. Durante toda la noche que, como es natural, pasamos en vela los funcionarios y jefes de la Dirección, se hicieron las posibles indagaciones y pesquisas, sin que lográsemos sacar nada en limpio. Cuando al rayar el día pudimos por fin averiguar que la "plataforma" empleada para transportar al señor Calvo Sotelo pertenecía al grupo de Asalto que yo mandaba, le juro por mi honor que me quedé de una pieza.